# Krokussläktet
Krokussläktet (Crocus) är ett släkte i familjen irisväxter. Släktet har cirka 80 arter. De förekommer i huvudsak i Medelhavsområdet, men några arter förekommer i Mellanöstern, Centralasien, Kina och Pakistan. Mest känd är saffranskrokus (C. sativus), men även vårkrokus (C. vernus) som är en mycket vanlig trädgårdsväxt i Sverige. 

## Biologi
De är fleråriga örter med underjordisk stamknöl som är omgiven av ett skal av torra slidrester. Detta skal kan vara varierande uppbyggt och är ett viktigt sätt att skilja arterna åt. Stjälken är kort och vanligen ogrenad, omgiven av rörlika bladslidor vid basen. Total höjd 7 till 10 cm. Bladen är alla basala, smala och gräslika, vanligen med en ljus mittnerv. Hyllebladen är sammanväxta vid basen till ett långt rör. Hyllebladens antal är sex, och de är violetta, vita eller gula, ofta med mörkare strimmor på utsidan. Ståndarna är tre. Stiftet är ensamt med tre märken som är långa och flikiga. De är fästade inne i hyllets rör. Fruktämnet är underjordiskt, fruktskaftet förlängs efter blomningen så att frukten vid mognaden kommer upp ovan jord. Frukten är en trerummig kapsel.
Även om krokusen är perenn, så blommar varje enskild lök bara en gång. Löken ger dock upphov till sidolökar som i sin tur blommar. Krokusen blommar i många olika färger och färgkorsningar. Blomningstid beroende på sort är mars–april, eventuellt maj. Den höstblommande krokusen (C. speciusus), blommar under september-oktober med ljust violetta blommor.   

## Sorter i odling
Vanligen förekommande sorter i svenska trädgårdar är bägarkrokus (C. chrysanthus), vårkrokus (C. vernus), snökrokus (C. tommasinianus) samt höstkrokus (C. speciosus). 

## Etymologi
Namnet på växtsläktet krokus är relaterat till saffran. Sanskritordet kunkuman, persiska karkum, arameiska kurkama, hebreiska karkum och arabiska kurkum har alla samma ursprung, och grekiskans krokos har den dubbla betydelsen "krokus" och "saffran". Latinets crocus och crocum betyder båda specifikt "saffran". Även namnet på växten och kryddan gurkmeja är inlånat från detta ord.

## Artlista
Dottertaxa till Krokusar, i alfabetisk ordning

- Crocus abantensis
- Crocus adanensis
- Crocus aerius
- Crocus alatavicus
- Crocus aleppicus
- Crocus almehensis
- Crocus ancyrensis
- Crocus angustifolius
- Crocus antalyensis
- Crocus asumaniae
- Crocus atticus
- Crocus autranii
- Crocus banaticus
- Crocus baytopiorum
- Crocus biflorus
- Crocus boissieri
- Crocus boryi
- Crocus boulosii
- Crocus caeruleus
- Crocus cambessedesii
- Crocus cancellatus
- Crocus candidus
- Crocus carpetanus
- Crocus cartwrightianus
- Crocus caspius
- Crocus chrysanthus
- Crocus corsicus
- Crocus cvijicii
- Crocus cyprius
- Crocus dalmaticus
- Crocus danfordiae
- Crocus etruscus
- Crocus flavus
- Crocus fleischeri
- Crocus fritschii
- Crocus gargaricus
- Crocus gilanicus
- Crocus goulimyi
- Crocus graveolens
- Crocus hadriaticus
- Crocus hartmannianus
- Crocus hermoneus
- Crocus heuffelianus
- Crocus hittiticus
- Crocus hybridus
- Crocus hyemalis
- Crocus imperati
- Crocus karduchorum
- Crocus kerndorffiorum
- Crocus korolkowii
- Crocus kosaninii
- Crocus kotschyanus
- Crocus laevigatus
- Crocus leichtlinii
- Crocus ligusticus
- Crocus longiflorus
- Crocus malyi
- Crocus mathewii
- Crocus melantherus
- Crocus michelsonii
- Crocus minimus
- Crocus moabiticus
- Crocus naqabensis
- Crocus nerimaniae
- Crocus nevadensis
- Crocus nivalis
- Crocus niveus
- Crocus nudiflorus
- Crocus ochroleucus
- Crocus olivieri
- Crocus oreocreticus
- Crocus pallasii
- Crocus paschei
- Crocus paulineae
- Crocus pelistericus
- Crocus pestalozzae
- Crocus pulchellus
- Crocus reticulatus
- Crocus robertianus
- Crocus rujanensis
- Crocus sativus
- Crocus scardicus
- Crocus scharojanii
- Crocus serotinus
- Crocus sieberi
- Crocus sieheanus
- Crocus speciosus
- Crocus suaveolens
- Crocus sublimis
- Crocus suworowianus
- Crocus tauricus
- Crocus thirkeanus
- Crocus thomasii
- Crocus tommasinianus
- Crocus tournefortii
- Crocus vallicola
- Crocus wattiorum
- Crocus veluchensis
- Crocus veneris
- Crocus vernus
- Crocus versicolor
- Crocus vitellinus

## Bildgalleri

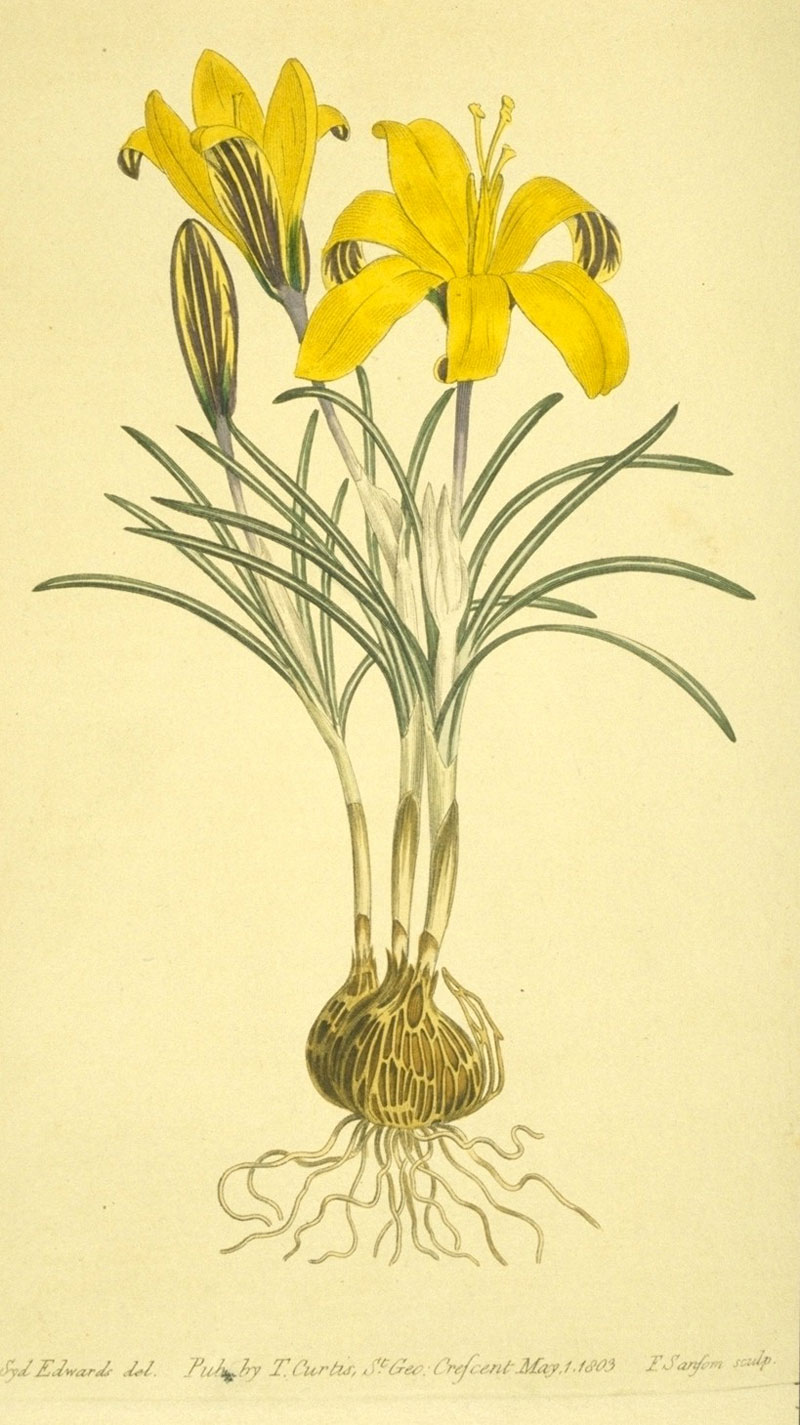
Crocus angustifolius
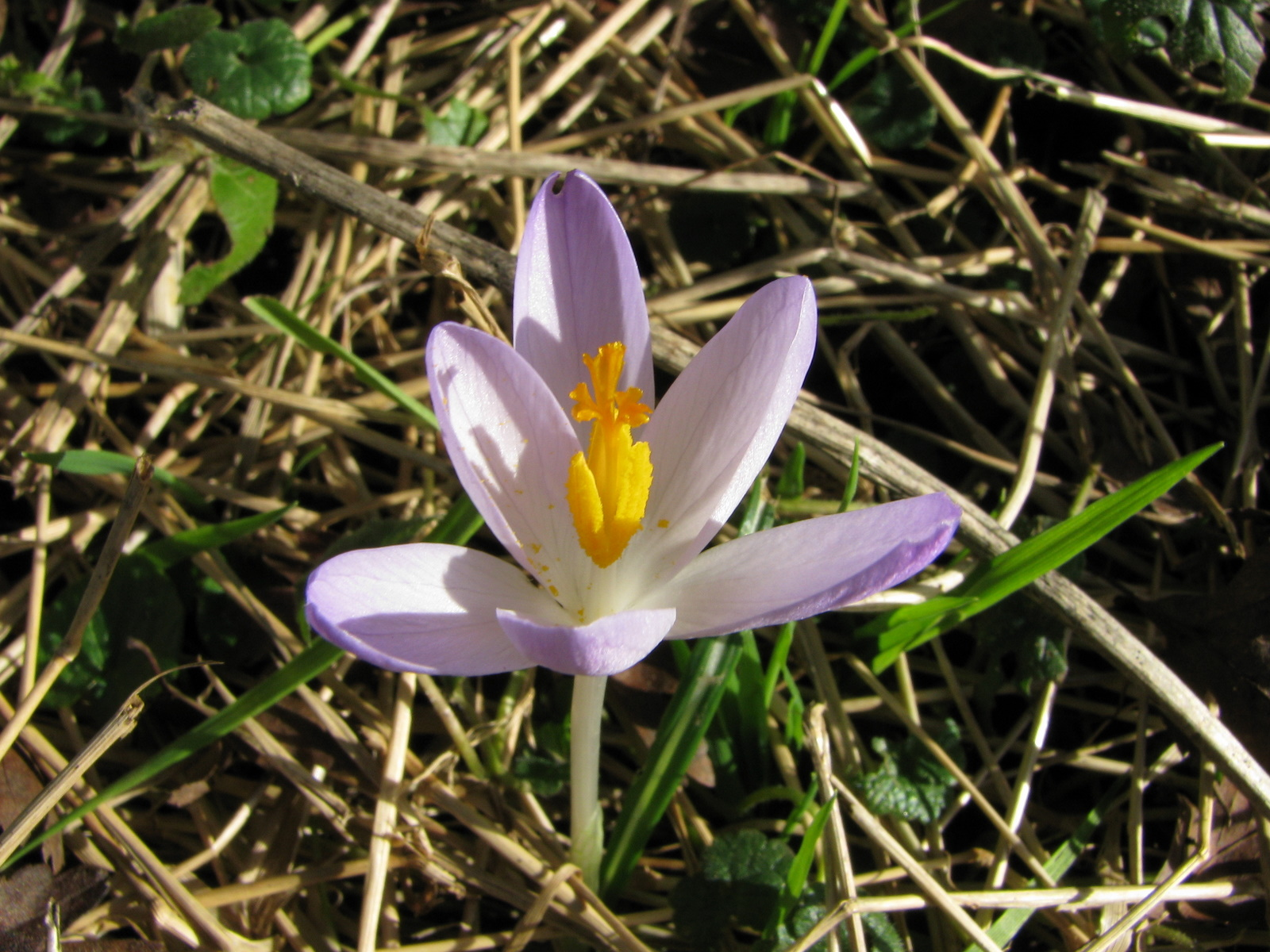
Crocus tommasinianus
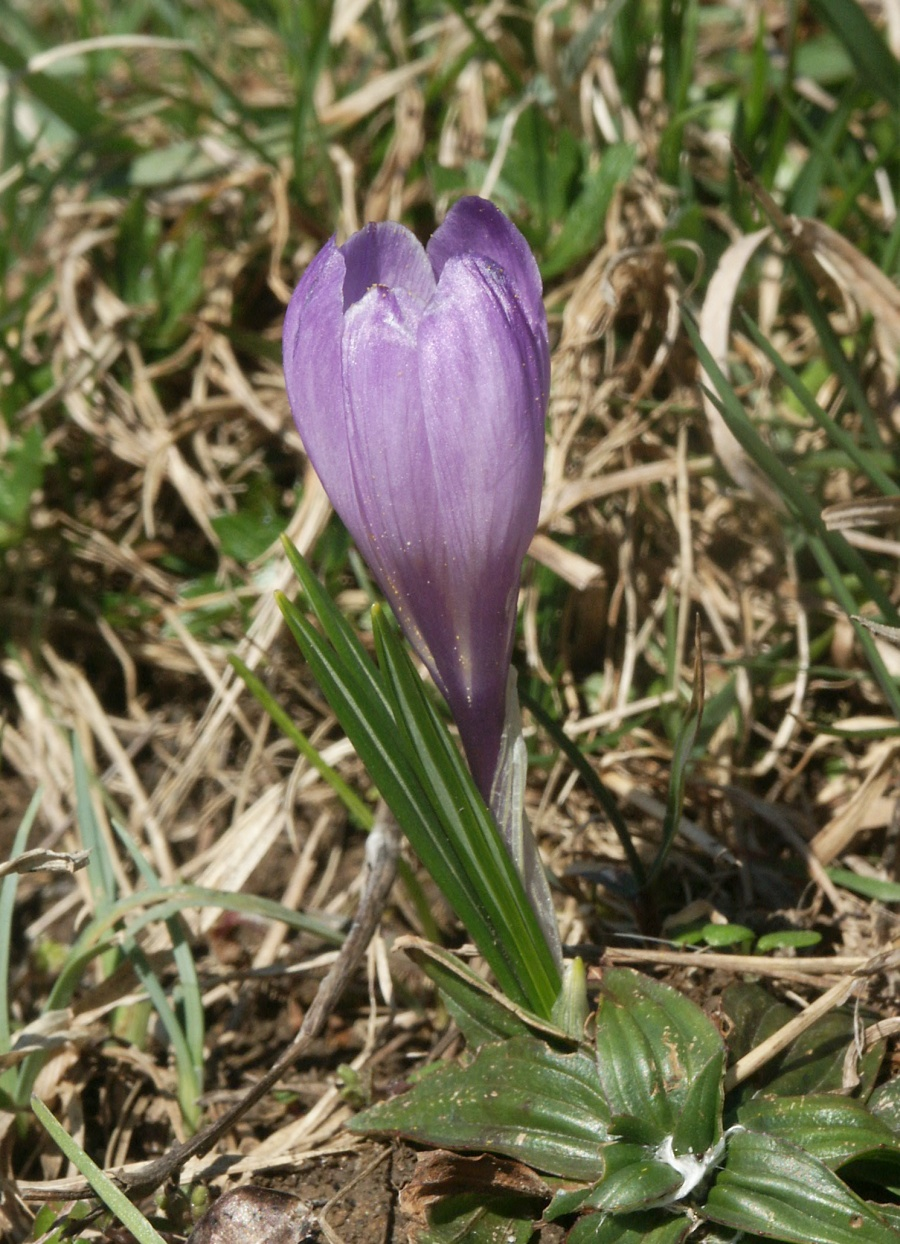
Crocus vernus
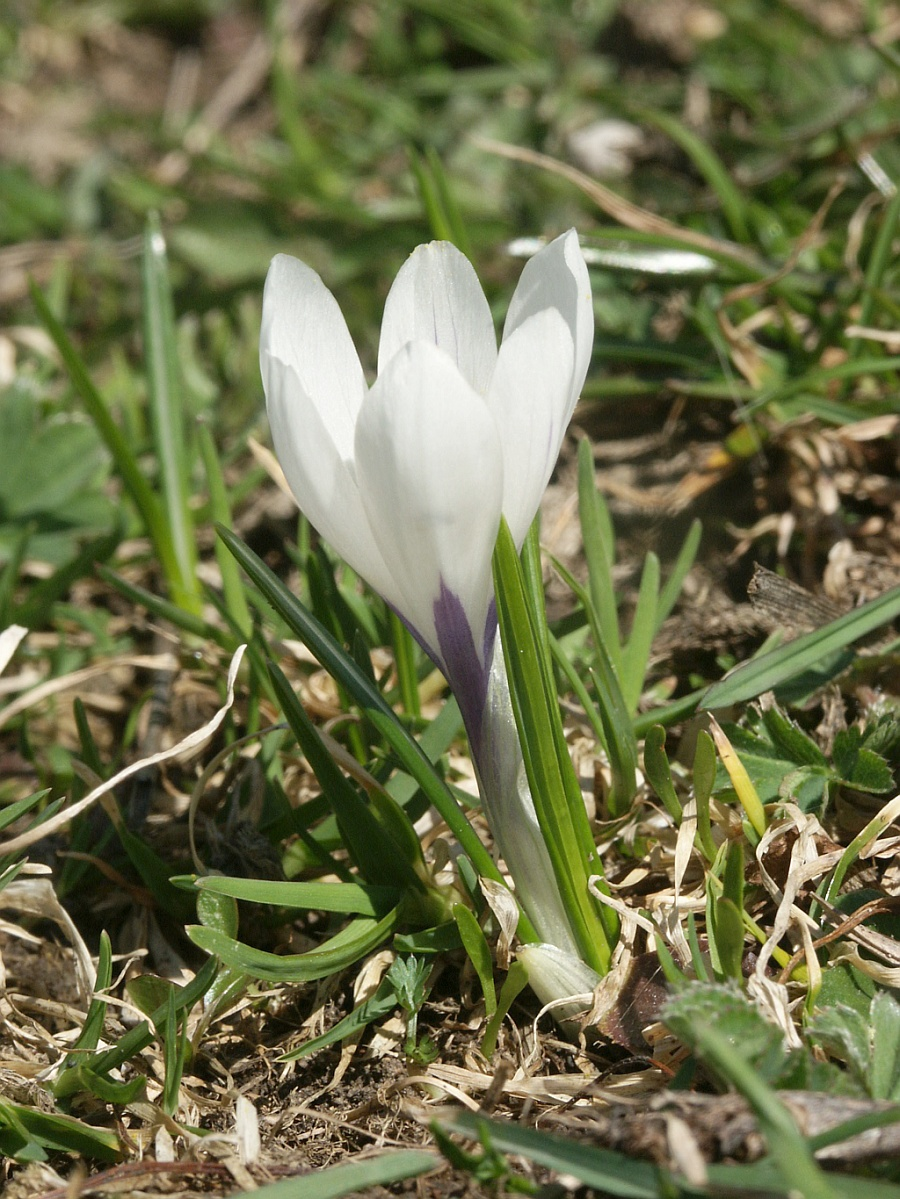
Crocus vernus albiflorus
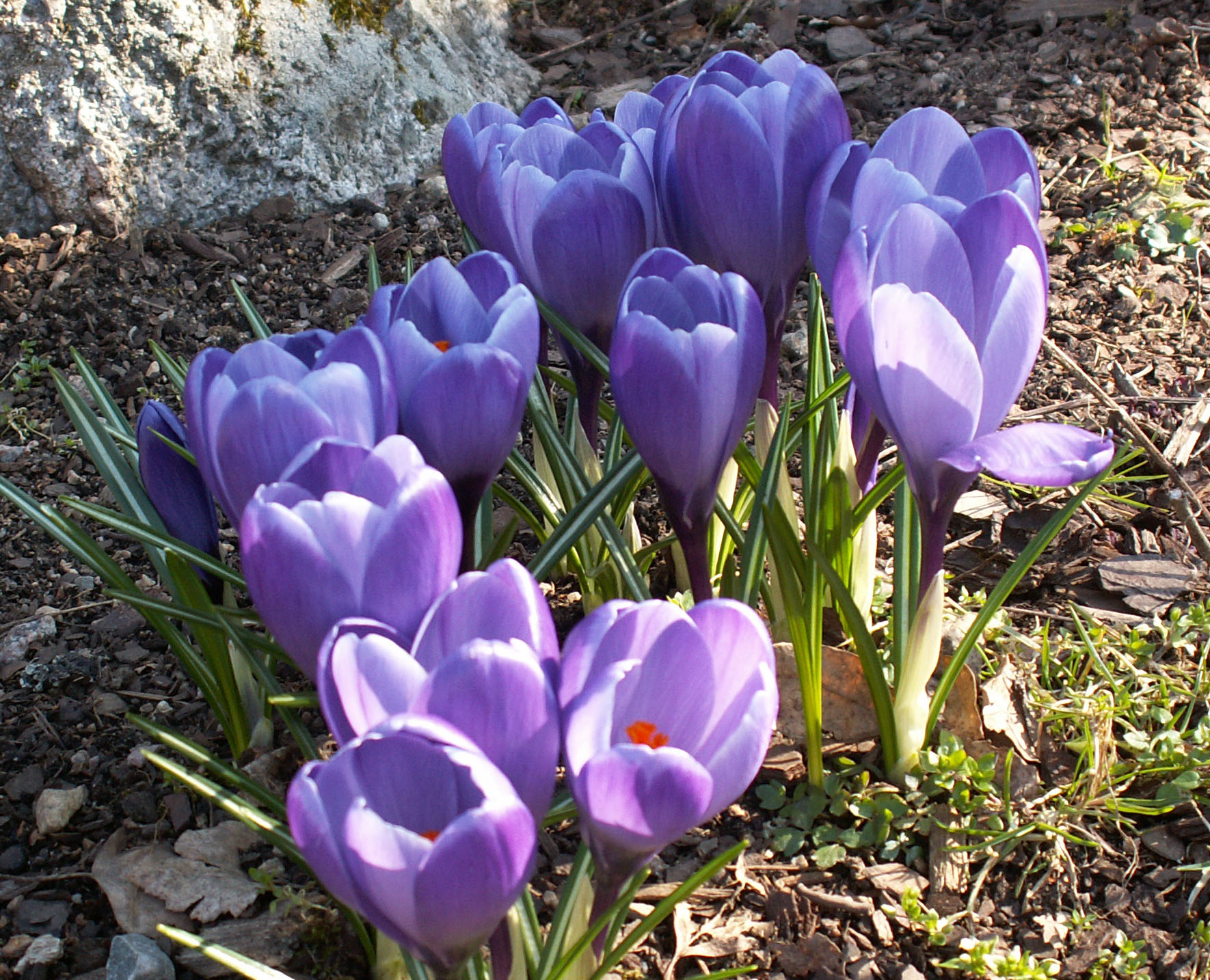